# Пружаны (аэродром)
Пружаны (Западный) (Pruzhany) — военный аэродром, расположенный северо-западнее города Пружаны Пружанского района Брестской области.

## История
Аэродром использовался ВВС РККА до войны. На нём с августа 1940 года базировались полки 10-й смешанной авиационной дивизии:
- 33-й истребительный авиационный полк (И-16);
- 74-й штурмовой авиационный полк (И-153, И-15бис).

22 июня 1941 года над аэродромом одержаны первые воздушные победы 33-го иап в Отечественной войне: летчиками полка сбито 4 бомбардировщика противника (3 Хе-111 и 1 Ю-88), один из них тараном. На момент начала боевой работы полк имел в составе 44 И-16 (из них 7 неисправных). К 10.00 22 июня в полку не осталось ни одного исправного самолёта. В 21.00 личный состав убыл на аэр. Зябровка Гомельской области, оттуда 26.06.1941 направлен в г. Горький, в 1-й запасной истребительный авиаполк Московского ВО, где 33-й иап был переформирован по штату 015/134 и перевооружен на истребители ЛаГГ-3.
23 июня аэродром был захвачен немецкими войсками и использовался Люфтваффе.
После войны аэродром использовался в военных целях. Согласно директиве Генерального штаба ВС СССР в 1953 году на аэродром была переведена 95-я смешанная авиационная дивизия, вошедшая в состав 26-й воздушной армии. Позднее штаб дивизии переведен в Щучин.

### Послевоенный период
После войны с 8 августа 1945 года по 1959 год на аэродроме базировались:
- управление и штаб 311-й штурмовой авиационной Молодечненской Краснознамённой дивизии;
- полки дивизии:
  - 825-й штурмовой авиационный полк (Ил-10, расформирован в апреле 1947 года);
  - 952-й штурмовой авиационный полк (Ил-10, в марте 1954 году убыл с аэродрома);
  - 75-й гвардейский штурмовой авиационный полк (Ил-10, прибыл в 1954 году, в 1955 году убыл с аэродрома на аэродром Лунинец);
  - 953-й штурмовой авиационный полк (Ил-10, 21 июля 1946 года убыл на аэродром Жабчицы).

С февраля 1952 года по 1 апреля 1961 года на аэродроме базировался 163-й гвардейский истребительный авиационный Феодосийский Краснознамённый ордена Суворова полк на самолётах МиГ-15 и МиГ-17. В марте 1961 года вместе полк расформирован.
В 1984 году на аэродроме был сформирован 357-й отдельный штурмовой авиационный полк на самолётах Су-25. В октябре 1985 переведен на аэродром Брандис в состав 16-й воздушной армии. На вооружении имел 35 самолётов Су-25, 2 Су-25УБ, 6 L-39C. Выведен из Германии 28 апреля 1992 года на аэродром Бутурлиновка.
В 1988 году на аэродром из Афганистана выведен 181-й отдельный вертолетный полк. После распада Советского Союза полк вошёл в состав ВВС Беларуси. 1 октября 1993 года на базе полка сформирована 181-я вертолетная база ВВС Беларуси (расформирована в ноябре 2015 года).
В 1987 году на аэродроме был сформирован 206-й отдельный штурмовой авиационный полк на самолётах Су-25, полк принимал участие в боевых действиях в Афганистане. В 1993 году переведен на аэродром Лида.

## Память
- В 1971 году в честь летчиков 33-го истребительного полка был установлен памятник у городского озера;
- В 1972 году в сквере на улице Красноармейской города Пружаны был установлен памятник летчику Степану Гудзимову, 22 июня 1941 года выполнившего воздушный таран над аэродромом[7].

## Происшествия
- 29 ноября 2011 года в 19:45 по местному времени на аэродроме разбился вертолёт Ми-24 ВВС и войск ПВО Беларуси. Авиакатастрофа произошла при выполнении тренировочного полёта. Вертолёт рухнул при заходе на посадку в районе аэродрома. Погибли все члены экипажа — командир экипажа майор Олег Кохно, борттехник капитан Валерий Бобко, штурман капитан Денис Глущенко[8];